# Fimbristylis simaoensis
Fimbristylis simaoensis là loài thực vật có hoa trong họ Cói. Loài này được Y.Y.Qian mô tả khoa học đầu tiên năm 1997.